# Równia pochyła
Równia pochyła – para płaszczyzn, czyli płaskich powierzchni, tworzących kąt. Jest to przykład maszyny prostej.
Przykład równi to płaszczyzna nachylona do poziomu pod pewnym kątem. Opis ruchu po tej powierzchni – przede wszystkim wyznaczenie przyspieszenia – jest nazywane zagadnieniem równi.
Urządzenia oparte na równi pochyłej były używane przez ludzkość od antyku.

## Równia bez tarcia

Rozkład sił na równi

Jeżeli między ciałem a powierzchnią równi nie występuje tarcie, to ciało przyspiesza w kierunku stycznym do powierzchni w dół. Przyspieszenie to jest proporcjonalne do iloczynu przyspieszenia ziemskiego i sinusa kąta nachylenia równi.
{\displaystyle G=mg,}
{\displaystyle F_{1}=G\sin \alpha ,}
{\displaystyle ma=F_{1},}
{\displaystyle ma=mg\sin \alpha ,}
{\displaystyle a=g\cdot \sin \alpha ,}
gdzie:
{\displaystyle g} – przyspieszenie ziemskie,
{\displaystyle \alpha } – kąt nachylenia równi do poziomu.
Jeżeli znana jest wysokość {\displaystyle h,} na jakiej ciało początkowo spoczywało i odległość {\displaystyle l,} jaką pokonało na równi do osiągnięcia poziomu podstawy, wzór ten można zapisać w postaci
{\displaystyle a=g{\frac {h}{l}}.}

## Równia z tarciem

Rozkład sił na równi z uwzględnieniem siły tarcia

Jeżeli ciało spoczywa, siła tarcia statycznego równoważy siłę wypadkową działającą na to ciało. Siła tarcia statycznego może przyjąć tylko wartości mniejsze od wynikających z prawa tarcia. Siła tarcia jest kolejną siłą, którą trzeba uwzględnić przy wyznaczaniu siły wypadkowej. Warunek na spoczynek ciała na równi określa wzór:
{\displaystyle \operatorname {tg} \alpha \leqslant \mu _{s},}
gdzie:
{\displaystyle \mu _{s}} – współczynnik tarcia spoczynkowego.
Dla ciała poruszającego się w dół równi przyspieszenie określone jest wzorem:
{\displaystyle a=g(\sin \alpha -\mu _{d}\cos \alpha ),}
dodatnia wartość wskazuje przyspieszenie w dół równi, czyli ruch przyspieszony, ujemna – przyspieszenie w górę równi, czyli ruch opóźniony.
Dla poruszającego się w górę równi:
{\displaystyle a=g(\sin \alpha +\mu _{d}\cos \alpha ),}
przyspieszenie jest skierowane w dół równi, co oznacza, że ruch jest zawsze opóźniony.

## Historia
W starożytności badaniem równi zajmowali się Heron z Aleksandrii czy Pappus z Aleksandrii, ale ich rozwiązania były niepoprawne. Prawidłowe warunki równowagi na równi podał Jordan de Nemore. Innymi uczonymi ją badającymi byli między innymi Niccolò Tartaglia czy Simon Stevin.
W XVII wieku Galileusz wykorzystał obserwacje staczających się po równi pochyłej kul o różnych ciężarach do sformułowania rewolucyjnego na owe czasy wniosku, że prędkość spadającego swobodnie ciała nie zależy od jego masy. Przeczyło to przyjmowanym wtedy powszechnie poglądom Arystotelesa, że ciało spada tym prędzej im jest cięższe. Na podstawie tych obserwacji Galileusz sformułował też swą regułę spadku swobodnego:
w kolejnych jednostkach czasu spadające swobodnie ciało przebywa drogi proporcjonalne do kolejnych liczb nieparzystych
Przyjmuje się powszechnie, że równie pochyłe posłużyły do budowy piramid w starożytnym Egipcie.

## W notacji wektorowej

### Równia bez tarcia
Na ciało działa siła grawitacji G oraz siła reakcji podłoża N równi na nacisk ciała na nią. Siła nacisku jest równa składowej ciężaru normalnej do powierzchni F2. Z rysunku widać, że
{\displaystyle \mathbf {G} =m\mathbf {g} ,}
{\displaystyle \mathbf {N} =-\mathbf {F} _{2},}
{\displaystyle \mathbf {F} _{2}=(\mathbf {G} \cdot \mathbf {\hat {n}} )\mathbf {\hat {n}} } {\displaystyle =|\mathbf {G} |\cdot \cos \alpha \cdot \mathbf {\hat {n}} ,}
{\displaystyle \mathbf {F} _{1}=(\mathbf {G} \cdot \mathbf {\hat {r}} )\mathbf {\hat {r}} =|\mathbf {G} |\cdot \sin \alpha \cdot \mathbf {\hat {r}} ,}
{\displaystyle \mathbf {F} _{w}=\mathbf {G} +\mathbf {N} =\mathbf {G} -\mathbf {F} _{2}=\mathbf {F} _{1}.}
Zgodnie z drugą zasadą dynamiki Newtona:
{\displaystyle m\mathbf {a} =\mathbf {F} _{w}=\mathbf {F} _{1}=|\mathbf {G} |\cdot \sin \alpha \cdot \mathbf {\hat {r}} ,}
{\displaystyle \mathbf {a} =(\mathbf {g} \cdot \mathbf {\hat {r}} )\mathbf {\hat {r}} =|\mathbf {g} |\cdot \sin \alpha \cdot \mathbf {\hat {r}} ,}
{\displaystyle \sin \alpha ={\frac {h}{l}},}
gdzie:
{\displaystyle \mathbf {\hat {r}} } – jest wersorem (wektorem o długości jednostkowej) o kierunku wzdłuż płaszczyzny równi, zwróconym w dół,
{\displaystyle \mathbf {\hat {n}} } – jest wersorem w kierunku prostopadłym do płaszczyzny równi, zwróconym w dół,
{\displaystyle \mathbf {g} } – jest wektorem przyspieszenia ziemskiego.
{\displaystyle \mathbf {a} } – przyspieszenie ruchu ciała na równi.

### Równia z tarciem
Jeżeli między równią a ciałem na nim spoczywającym występuje tarcie, relacje między siłami przybiorą postać:
{\displaystyle \mathbf {T_{s}} =-{\mathbf {F_{w}} },}
{\displaystyle |\mathbf {T_{s}} |\leqslant |\mathbf {N} |\mu ,}
{\displaystyle 0=\mathbf {F} _{w}=\mathbf {G} +\mathbf {N} +\mathbf {T_{s}} =\mathbf {G} -\mathbf {F} _{2}+\mathbf {T_{s}} =\mathbf {F} _{1}+\mathbf {T_{s}} ,}
{\displaystyle \mathbf {F} _{1}=-\mathbf {T_{s}} .}
Warunek pozostawania ciała w spoczynku na równi:
{\displaystyle \mathbf {|} F_{1}|\leqslant |\mathbf {N} |\mu ,}
co odpowiada
{\displaystyle \operatorname {tg} \alpha \leqslant \mu _{s},}
gdzie:
{\displaystyle \mu _{s}} – współczynnik tarcia statycznego,
{\displaystyle \mathbf {T_{s}} } siła tarcia statycznego.
Dla ciała poruszającego się siła tarcia przeciwdziała ruchowi ciała, oznacza to, że ma kierunek taki jak kierunek ruchu ciała, zwrot przeciwny do zwrotu ruchu ciała, a wartość proporcjonalną do siły nacisku, co można wyrazić wzorem:
{\displaystyle \mathbf {T} _{d}=-\mu _{d}|\mathbf {N} |\mathbf {\hat {v}} ,}
{\displaystyle m\mathbf {a} =\mathbf {F} _{w}=\mathbf {F} _{1}+\mathbf {T} _{d}=|\mathbf {G} |(\sin \alpha \mathbf {\hat {r}} +\mu _{d}\cos \alpha \mathbf {\hat {v}} ),}
{\displaystyle \mathbf {a} =|\mathbf {g} |(\sin \alpha \mathbf {\hat {r}} +\mu _{d}\cos \alpha \mathbf {\hat {v}} ).}
gdzie:
{\displaystyle \mathbf {\hat {v}} } – jest wersorem o kierunku i zwrocie prędkości ciała,
{\displaystyle \mu _{d}} – współczynnik tarcia kinetycznego.